# آژانس (مجموعه تلویزیونی کره جنوبی)
آژانس (به کره‌ای: 대행사; انگلیسی: Agency) یک مجموعه تلویزیونی کره جنوبی سال ۲۰۲۳ با بازی لی بو یونگ، سون نایون، جو سونگ ها و هان جون-وو است. این مجموعه از ۷ ژانویه تا ۲۶ فوریه ۲۰۲۳، روزهای شنبه و یکشنبه ساعت ۲۲:۳۰ از جی‌تی‌بی‌سی برای ۱۶ قسمت پخش شد.

## بازیگران

### اصلی
- لی بو یونگ در نقش گو آه این[۲][۷]
- سون نایون در نقش کانگ هان نا[۷]
  - اوه جی یول در نقش جوانی کانگ هان نا[۸]
- جو سونگ ها در نقش چوی، کانگ سو[۵]
- هان جون-وو در نقش پارک یونگ وو[۷]